# Терновка (Росія)
Терновка (рос. Тёрновка) — присілок у Наро-Фомінському районі Московської області Російської Федерації

## Розташування
Присілок Терновка входить до складу міського поселення Наро-Фомінськ, воно розташовано на північ від Наро-Фомінська, на березі річки Нара. Найближчі населені пункти Турейка.

## Населення
Станом на 2006 рік у присілку проживало 23 особи.